# Weixiserpula weixi
Weixiserpula weixi är en ringmaskart som beskrevs av Stiller 2000. Weixiserpula weixi ingår i släktet Weixiserpula och familjen Serpulidae. Inga underarter finns listade i Catalogue of Life.